# Winneshiek megye
Winneshiek megye az Amerikai Egyesült Államokban, azon belül Iowa államban található. Megyeszékhelye és legnagyobb városa Decorah. Lakosainak száma 20 070 fő (2020. április 1.). Winneshiek megye Houston, Fayette, Allamakee, Howard, Chickasaw, Clayton és Fillmore megyékkel határos.

## Népesség
A megye népességének változása:
| Lakosok száma | 21 067 | 21 041 | 21 061 | 20 994 | 20 709 | 20 070 |
|               | 2010   | 2011   | 2012   | 2013   | 2015   | 2020   |